# Harpactea cressa
Harpactea cressa là một loài nhện trong họ Dysderidae.
Loài này thuộc chi Harpactea. Harpactea cressa được miêu tả năm 1984 bởi Brignoli.